# Piotr Czarnocki
Piotr Czarnocki – polski inżynier, doktor habilitowany nauk technicznych. Specjalizuje się w konstrukcjach z tworzyw sztucznych, lotnictwie oraz mechanice kompozytów. Profesor nadzwyczajny w Instytucie Techniki Lotniczej i Mechaniki Stosowanej Wydziału Mechanicznego Energetyki i Lotnictwa Politechniki Warszawskiej. 
Habilitował się na Wydziale Mechanicznym Energetyki i Lotnictwa Politechniki Warszawskiej w 2006 na podstawie rozprawy Czynniki warunkujące rozwój delaminacji wewnętrznej w laminatach polimerowych. Swoje prace publikował m.in. w takich czasopismach jak: „Composites Theory and Practice”, „Mechanics of Composite Materials”, „Journal of Applied Mechanics” oraz „Journal of Theoretical and Applied Mechanics”. Poza Politechniką Warszawską pracował także w Instytucie Lotnictwa.